# Nada Al-Bedwawi
Nada Al-Bedwawi (15 août 1997) est une nageuse émirienne.
Lors des jeux olympiques d'été de 2016, elle est porte-drapeaux à la cérémonie d'ouverture. Engagée dans l'épreuve du 50 mètres nage libre féminin, elle bat son record personnel en terminant sa course en 33,42s.